# Philibert Smellinckx
Philibert Smellinckx (Sint-Gillis, 17 januari 1911 - ?, 8 april 1977) was een Belgisch voetballer die speelde als verdediger. Hij voetbalde in Eerste klasse bij Union Sint-Gillis en speelde 19 interlands met het Belgisch voetbalelftal.

## Loopbaan
Smellinckx sloot zich in 1921 op 10-jarige leeftijd aan bij Union Sint-Gillis, de club van zijn woonplaats. Hij doorliep er alle jeugdreeksen en debuteerde in 1928 als centrale verdediger in het eerste elftal van de ploeg. Hij verwierf er al spoedig een basisplaats en maakte tussen 1933 en 1935 deel uit van de ploeg die gedurende 60 opeenvolgende competitiewedstrijden ongeslagen bleef en driemaal opeenvolgend landskampioen werd.
Tussen 1933 en 1938 speelde Smellinckx 19 wedstrijden met het Belgisch voetbalelftal. Hij nam deel aan het Wereldkampioenschap voetbal 1934 in Italië waar hij één wedstrijd speelde en zat in de voorselectie voor het Wereldkampioenschap voetbal 1938 in Frankrijk waar hij uiteindelijk niet speelde.
Smellinckx sloot zijn spelerscarrière in 1946 af bij Union. Hij speelde in totaal 307 wedstrijden voor de ploeg en scoorde hierbij zeven doelpunten.